# 吴锡麒
吴锡麒（1746年—1818年），字聖徵，號穀人。浙江錢塘縣（今杭州市）人。清代文学家。

## 生平
乾隆四十年（1775年）二甲二十九名进士。選翰林院庶吉士，授编修，入直上书房，嘉庆六年（1801年）官至國子監祭酒。晚年於扬州安定书院讲学至终。

## 著作
工书法，善行、楷。擅写诗词，精於骈文，“合汉魏六朝唐人为一炉冶之”，与邵齐焘、洪亮吉、刘星炜、袁枚、孙星衍、孔广森、曾燠合称「骈文八大家」。著有《有正味斋集》73卷、《有正味斋文续集》、《有正味斋尺牍》、《有正味斋曲》、《有正味斋南北曲》等。
吴锡麒的書法作品为中华人民共和国国家文物局公布为“精品和各时期代表作品不准出境者”。

## 後代
有子吳清皋、吳清鵬。